# Electric Fields
Electric Fields est un duo australien de musique électronique composé du chanteur Zaachariaha Fielding (en) et du claviériste et producteur Michael Ross. Electric Fields combine la musique soul électrique moderne et la culture aborigène observée dans son chant en Pitjantjatjara, Yankunytjatjara et en anglais. Le duo a sorti un EP et plusieurs singles. Ils sont choisis pour représenter l'Australie au Concours Eurovision de la chanson 2024 avec la chanson "One Milkali (One Blood)".

## Carrière

### 2011-2020: Formation etInma

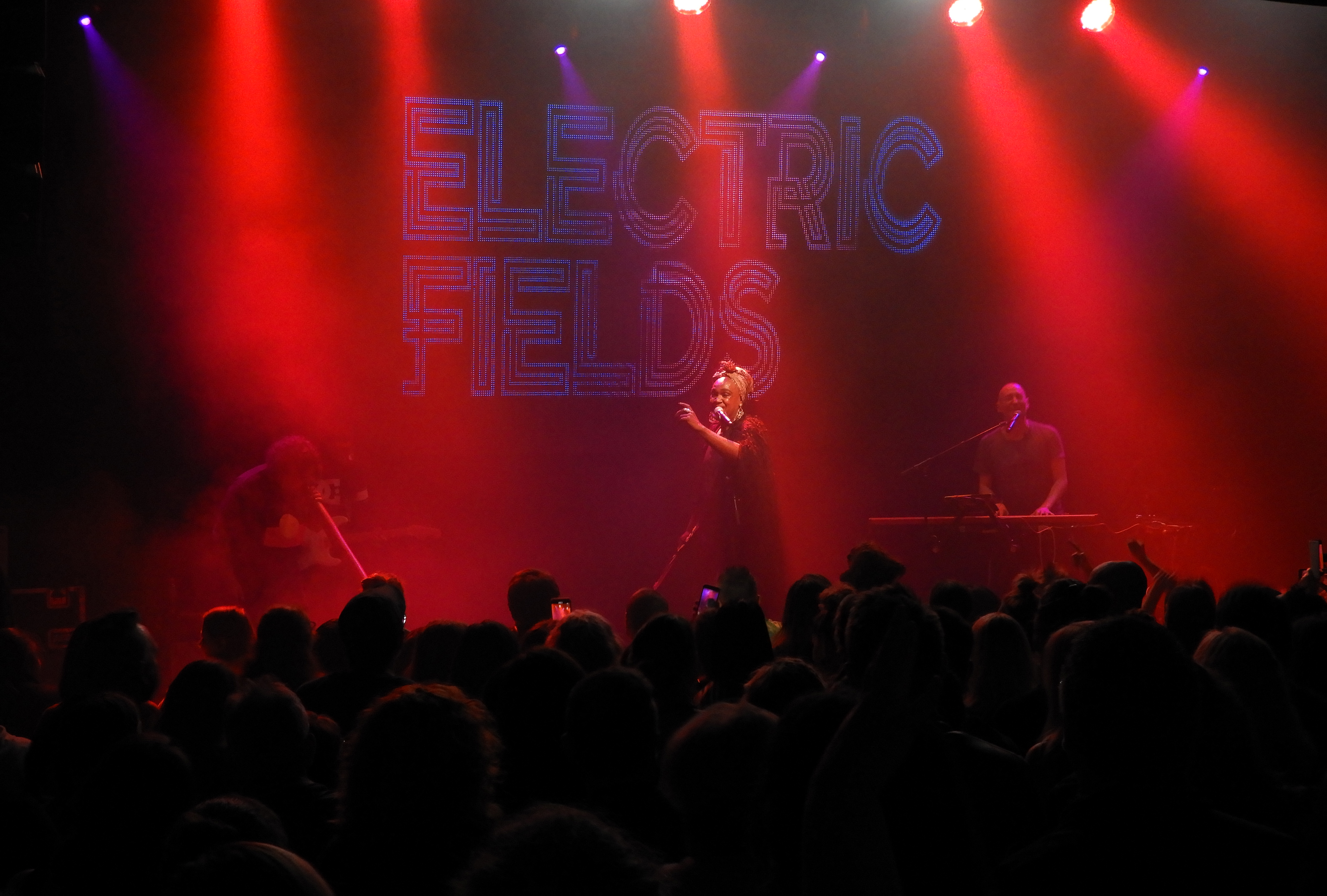
Au Lion Arts Factory à Adélaïde lors de la tournée "2000 and Which", juillet 2019

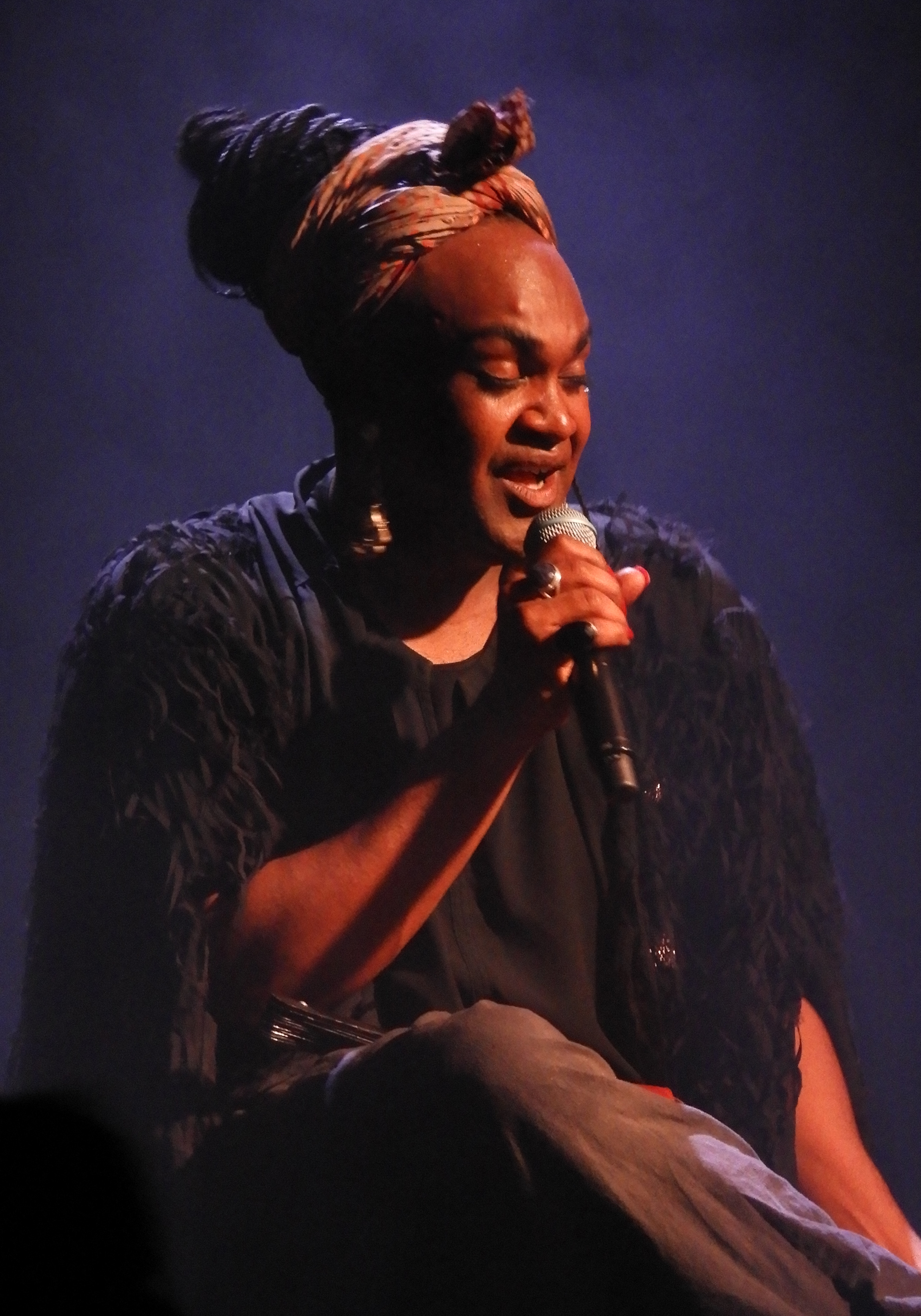
Fielding chante "Nina" lors d'un concert d'Electric Fields à Adélaïde

En 2011, Zaachariaha Fielding passe les auditions de la troisième saison de The X Factor Australia en interprétant « Talkin Bout a Revolution » de Tracy Chapman. En 2013, Michael Ross interprète « You Can't Hurry Love » de Phil Collins aux auditions de la cinquième saison.
Le duo se produit sous le nom d’Electric Fields depuis 2015. Leur répertoire se compose de pop, soul et d'électro, le duo peut se définir comme si les « Daft Punk rencontr[aient] Nina Simone dans la forêt profonde ».
En juin 2016, le duo a sorti son premier EP Inma (qui tire son nom de la cérémonie culturelle des femmes Aṉangu connue sous le nom d'inma). Daniel Browning, présentateur et producteur d' ABC Radio National, a déclaré : « Co-créer une musique aussi excitante qu'émotionnelle – la beauté et la puissance de leur musicalité sont à couper le souffle. Mettant souvent en vedette les langues traditionnelles de Zaachariaha du peuple Anangu Pitjantjatjara Yankunytjatjara. La musique d’Electric Fields va de la pop aux œuvres électroniques épiques, en passant par des chansons-histoires intensément intimes. » Leur musique a été jouée au Spirit Festival 2016 et au Adelaide Fashion Festival 2016 et sur Triple J. En 2016, le duo remporte le Emily Burrows Award, un prix décerné pour reconnaître et favoriser le développement professionnel d'artistes ou de groupes musicaux originaux d'Australie du Sud.
Le duo remporte le prix du meilleur nouveau talent de l'année aux National Indigenous Music Awards 2017. Le duo est nommé dans la catégorie Artiste de l’année aux National Indigenous Music Awards 2018.
En décembre 2018, le duo est annoncé comme participant à l'Eurovision – Australia Decides dans le but de représenter l'Australie au Concours Eurovision de la chanson 2019. Electric Fields s'est produit au concours avec sa chanson « 2000 and Whatever » le 9 février 2019 dans lequel il arrive deuxième du vote du jury et du public, et deuxième au classement général. En mai 2019, le duo annonce les votes du jury australien lors de la finale du Concours Eurovision de la chanson. Plus tard cette année-là, Electric Fields part en tournée avec "2000 and Which" à travers l'Australie.
En juillet 2019, Electric Fields est nommé à deux reprises aux National Indigenous Music Awards,.
Le 3 avril 2020, une collaboration entre Electric Fields avec le groupe norvégien Keiino "Would I Lie" est sortie.
Le duo a été rejoint virtuellement par Jessica Mauboy, Missy Higgins et John Butler pour une interprétation de la chanson de Paul Kelly et Kev Carmody sur la grève de Gurindji, « From Little Things Big Things Grow ». La performance est enregistrée au conservatoire du jardin botanique d'Adélaïde et diffusée pour la finale de la saison de la série pandémique en 6 parties d'ABC Television, The Sound, le 23 août 2020
En août 2020, ils jouent trois sets acoustiques au centre culturel Ukaria à Mount Barker dans les collines d'Adélaïde, en collaboration avec la plateforme de streaming en ligne Sunny Side Uploads.
En octobre 2020, le duo interprète « From Little Things Big Things Grow » lors de la Grande Finale de l'AFL 2020.
En décembre 2020, Electric Fields a été la tête d'affiche de l'une des émissions de la série de recherche de talents queer « Express Yourself – Queer Discovery », dirigée par l'APRA AMCOS et Sydney Gay and Lesbian Mardi Gras,.

### 2021- présent
En février 2021, Electric Fields a interprété "Don't You Worry" et "Gold Energy" au Sydney Cricket Ground au Sydney Mardi Gras,.
En novembre 2021, Electric Fields joue « From Little Things, Big Things Grow » lors des National Indigenous Music Awards. Ils signent aussi un accord mondial avec Warner Music Australia et sortent « Gold Energy ». Le 18 mars 2022, le duo sort « Catastrophe ».
En février 2023, Electric Fields sort « We the People » comme hymne officielle de la WorldPride Sydney 2023. Ils ont interprété leur chanson devant une foule de 20 000 personnes lors du concert d'ouverture du festival au Sydney's Domain le 24 février 2023, en déclarant : « La fierté n'est pas seulement une question d'acceptation, mais de se sentir chez soi dans sa propre individualité ».
Le 5 mars 2024, le duo est annoncé comme représentant australien au Concours Eurovision de la chanson 2024 avec la chanson « One Milkali (One Blood) ». La chanson contient des mots en Yankunytjatjara qui seront portés sur la scène de la Malmö Arena, en Suède, en mai 2024. Le duo participe à la première demi-finale du 7 mai, lors de laquelle il est éliminé.
Le 17 mars 2024, il est prévu qu'Electric Fields se produise à un concert intitulé "Floods of Fire" avec l'Orchestre symphonique d'Adélaïde au Adelaide Festival Center, en clôture du Adelaide Festival,.

## Membres

### Identité
Leur devise est « Contourne les barrières ». Fielding et Ross se décrivent comme "deux frères féminins", embrassant leur identité queer et se désignant affectueusement comme Mala (Fielding), le "jeune frère" et Tjutja (Ross), le « frère aîné ». Ce sont des amis très proches à l'amour platonique. Ils embrassent leur identité féminine, en affirmant que cela les rend plus forts. Ils ont un écart d'âge de dix ans et un jour.

### Zaachariaha Fielding
Zaachariaha Fielding est l'aîné d'une famille de neuf enfants qui vit à Mimili, dans les terres APY du nord-ouest de l'Australie du Sud. Il a étudié la musique aborigène australienne et a commencé à produire ses propres œuvres au Centre d'études aborigènes en musique de l'Université d'Adélaïde.
Il est également connu en tant qu'artiste. Son travail a été exposé dans plusieurs expositions,,, et a remporté le Wynne Prize, et le Ramsay Art Prize A$15,000 Prix du public A$15,000 en 2023,.

### Michael Ross
Michael Ross est un chanteur, auteur-compositeur, pianiste et producteur d'Adélaïde. Ses influences musicales en grandissant étaient principalement Mariah Carey, ainsi que The Cranberries, Tracy Chapman et Lauryn Hill.